# بگذار خون بیاد
«بگذار خون بیاد» (به انگلیسی: Let It Bleed) آلبومی از رولینگ استونز است که در سال ۱۹۶۹ میلادی منتشر شد.